# Marindolsko Brdo
Marindolsko Brdo – wieś w Chorwacji, w żupanii karlowackiej, w mieście Slunj. W 2011 roku liczyła 59 mieszkańców.